# Albert Savarus
Albert Savarus (fr. Albert Savarus) – powieść Honoriusza Balzaka z 1842, z cyklu Komedia ludzka.

## Czas powstania utworu
Albert Savarus został ogłoszony drukiem w odcinkach w dzienniku „Siècle” pomiędzy 29 maja a 11 czerwca 1842 roku. W tym samym roku ukazał się w I wydaniu Komedii ludzkiej.

## Treść
Akcja utworu rozpoczyna się we wrześniu 1834 roku w Besançon, w salonie baronowej de Watteville. Jej córka Rozalia, najlepsza partia w mieście, kryje pod niepozorną powierzchownością „żelazny charakter”, a matka mówi o niej, że „niejednego ma za skórą Belzebuba”. Na obiedzie u Watteville’ów ojciec Grancey informuje zebranych o pojawieniu się w mieście niezwykłego człowieka, znakomitego i tajemniczego adwokata, Alberta Savarus. Zaintrygowana Rozalia zadaje sobie wiele trudu, by poznać go lepiej. Po przeczytaniu noweli opublikowanej w wydawanym przez Savarusa czasopiśmie, Rozalia sądzi, że odkryła sekret jego życia. Nowela Ambitny z miłości opowiada historię nieszczęśliwej miłości: bohater chce zostać jedną z najsławniejszych osób w swoim kraju, aby stać się godnym poślubienia włoskiej księżniczki skoro ta zostanie wdową. Owładnięta pragnieniem zostania żoną Alberta Rozalia dokłada wszelkich starań, by rozdzielić go z ukochaną. Z przechwytywanej korespondencji dowiaduje się o głębi uczucia łączącego Alberta i księżnę. Doprowadza do procesu chcąc wciągnąć Savarusa do kręgu znajomych jej rodziców. Gdy adwokat odmawia z powodu ambitnych planów politycznych, Rozalia dokłada wszelkich starań, by pokrzyżować te plany. Ostatecznie Savarus niespodziewanie znika w przeddzień wyborów, z którymi łączył wszystkie swoje nadzieje. Z czasem okazuje się, że Rozalii dzięki bezwzględnym machinacjom udało się skłócić kochanków. Księżna owdowiawszy wychodzi za księcia Réthoré, Albert wstępuje do kartuzów w pobliżu Grenoble, a Rozalia, skłóciwszy się z matką, żyje odtąd samotnie w majątku po ojcu, oszpecona w wyniku wybuchu kotła parowego.

## Osoby występujące w utworze
- Książę d’Argaiolo – nie występuje w utworze, poza wzmianką o śmierci. Jego historia zostaje opowiedziana w noweli Ambitny z miłości, gdzie nosi nazwisko Gandolphini.
- Księżna d’Argaiolo (z domu Soderini) – Rozalia odkrywa, że tak brzmi prawdziwe nazwisko bohaterki Ambitnego z miłości występującej tam jako miss Fanny Lovelace, która okazuje się mężatką, księżną Gandolphini, z domu Colonna. Zwiedziona fałszywymi listami Rozalii poślubia księcia Réthoré. Rozalia spotyka ją potem na balu w Operze i odkrywa swoje machinacje, by nie cierpieć samotnie.
- Rozalia de Watteville – Filomena w pierwszym wydaniu utworu. Wychowana przez apodyktyczną matkę, dewotkę, w wieku 17 lat absolutnie nic nie umiała. Balzac tak ją charakteryzuje: była wątłą, szczupłą, pozbawioną biustu, bladą i jasnowłosą dziewczyną o wielce ograniczonym umyśle.
- Albert Savarus – tajemniczy adwokat, który przybywszy do Besançon podejmuje działania zmierzające do zdobycia mandatu deputowanego, które mają stać się wstępem do wielkiej kariery politycznej. Po niepowodzeniu wcześniejszych prób skupia całą energię na doprowadzeniu tego zamierzenia do skutku.

Postaci z noweli Ambitny z miłości
- Książę Gandolphini – neapolitańczyk, dawny partyzant Murata i ofiara rewolucji 1830 roku. Żył na wygnaniu w Szwajcarii, w Gersau nad Jeziorem Czterech Kantonów, jako ojciec Fanny Lovelace, w rzeczywistości jego żony
- Księżniczka Francesca Gangolphini z domu Colonna – pod fałszywym nazwiskiem Angielki Fanny Lovelace udaje córkę swego męża. Kiedy Rudolf odkrywa, że jest Włoszką podaje się za żonę skromnego bibliotekarza Emilio Lamporaniego. Jej prawdziwe nazwisko i pozycję Rudolf odkrywa dopiero w Genewie. Szanuje swojego starego męża i chce mu pozostać wierną. Jednocześnie, zakochana w Rudolfie, obiecuje go poślubić po śmierci Gandolphiniego.
- Rudolf – imię skrywające w noweli Alberta Savarusa. Odkrywszy, że jego ukochana jest włoską księżną, postanawia stać się jej godnym, w czym wspiera go zakochana w nim Francesca[5].

## O utworze
Albert Savarus jest utworem w znacznej mierze autobiograficznym. Balzac czekał na śmierć męża Ewy Hańskiej podobnie jak Albert Savarus na śmierć księcia Gandolphiniego. Filomena-Rozalia przypomina Rozalię Rzewuską ciotkę Ewy Hańskiej, wrogą Balzakowi. List, w którym Francesca zrywa z Albertem, nawiązuje do listu otrzymanego przez pisarza od Ewy Hańskiej, przed rozpoczęciem pisania utworu, 21 lutego 1842 roku. W listach do Ewy Hańskiej Balzac nie tai swego pokrewieństwa z głównym bohaterem utworu. Umieścił narodziny miłości w Szwajcarii, tak jak narodziny swojej miłości do Hańskiej. Kochankowie spotykają się w Genewie, ale nie chcę umieszczać księżnej Gandolphini w domu pana Mirabaud, istnieją bowiem ludzie, którzy poczytaliby to nam za występek. Jak Balzac Savarus ma ciągle przed oczyma portret swojej cudzoziemki.
W swojej korespondencji pisarz wskazuje na inny jeszcze cel utworu, w liście do pani Hańskiej napisał: W pierwszym tomie „Komedii ludzkiej” chcę umieścić wielką lekcję dla Mężczyzny, nie wmieszawszy w nią lekcji dla Kobiety, i chcę również ukazać, jak wytyczając życiu społecznemu cel nazbyt obszerny oraz nużąc umysł i serce, dochodzimy do kompletnej rezygnacji z tego, co na początku stanowiło cel naszego życia. Lekcja dotyczy samego Balzaka, który wyrzuca sobie niekiedy zbyt obszerny program, i który jak Savarus mówi o sobie: Boję się żebym nie był już tylko pustym workiem, kiedy nadejdzie dla mnie szczęście.
Anne-Marie Meininger nazywa Alberta „dziełem egocentrycznym”. Wskazuje też na wpływy zmarłego w marcu 1842 roku Stendhala na utwór, szczególnie na zapożyczenia z Pustelni parmeńskiej i Czerwonego i czarnego. Nicole Mozet wskazała w 1970 roku na związki utworu z wczesną powieścią Bazlaka Wan-Chlore, opublikowaną pod pseudonimem w 1825 roku, miesiąc po śmierci siostry Laurencji, poruszającą kwestię sfałszowanych listów i trującego związku matki z córką. Utwór przynosi również obraz życia prowincji, a szczególnie życia politycznego, jest powieścią wyborczą i rodzajem elegii na temat jezior.